# Витикайнен, Орво Йоханнес
Орво Йоханнес Витикайнен (фин. Orvo Johannes Vitikainen; род. 11 октября 1940 года в общине Тайпалсаари — финский лихенолог.

## Биография
В 1961 году поступил в Университет Хельсинки, получил степень кандидата философии в 1966 году, степень лиценциата философии в 1971 году. В 1994 году под руководством Теуво Ахти защитил диссертацию на степень доктора философии в этом же университете. Между 1961 и 1981 годами был младшим куратором криптогамов в Ботаническом саду Университета Хельсинки, а затем с 1983 по 2004 год был руководителем гербария лишайников. Здесь он управлял значимыми коллекциями из разных стран, собранные старшим поколением лихенологов Эриком Ахариусом и Вильямом Нюландером. Он собрал тысячи образцов лишайников для гербария из различных мест в Финляндии, а также из Швеции, Норвегии, Дании, России (Карелия), Шотландии, Австрии, Италии, Венгрии, Хорватии, Черногории, Танзании, Кении, Канады (Британская Колумбия) и Бразилии. В 1992—1994 годах он входил в исследовательскую группу Теуво Ахти Финской академии науки и литературы.
Витикайнен является экспертом по флоре лишайников Финляндии и северо-запада Европы, а также специалистом по роду Пельтигера. Он подготовил главы по семействам Пертузариевые и Нефромовые для популярной работы 2007 года Nordic Lichen Flora. Он также интересуется историей лихенологии и опубликовал несколько статей в этой области. Его имя упоминается в названии лишайников Atla vitikainenii, Nephroma orvoi и Verrucaria vitikainenii. Своими коллегами он характеризкется как «скромный, усердный, дружелюбный и трудолюбивый коллега» и «важное звено в великой цепи лихеногической традиции Финляндии».

## Некоторые научные работы
- Vitikainen, Orvo. Taxonomic revision of Peltigera (lichenized Ascomycotina) in Europe. — 1994. — Vol. 152. — P. 1–96.
- Vitikainen, Orvo (1996). Lichen floristics in Finland. Memoranda Societatis Pro Fauna et Flora Fennica. 72: 213–218.
- Vitikainen, Orvo (2001). William Nylander (1822–1899) and lichen chemotaxonomy. The Bryologist. 104 (2): 263–267. doi:10.1639/0007-2745(2001)104[0263:WNALC]2.0.CO;2.
- Magain, Nicolas; Tniong, Camille; Goward, Trevor; Niu, Dongling; Goffinet, Bernard; Sérusiaux, Emmanuel; Vitikainen, Orvo; Lutzoni, François; Miadlikowska, Jolanta (2018). Species delimitation at a global scale reveals high species richness with complex biogeography and patterns of symbiont association in Peltigera section Peltigera (lichenized Ascomycota: Lecanoromycetes). Taxon. 67 (5): 836–870. doi:10.12705/675.3.